# ۱۳۸۴ (قمری)
۱۳۸۴ (قمری)، هزار و سیصد و هشتاد و چهارمین سال در گاهشماری هجری قمری است. اول محرم این سال برابر با سیزدهم مه سال ۱۹۶۴ میلادی است.